# نقد ادبی روانکاوانه
نقد ادبی روانکاوانه، به انگلیسی (Psychoanalytic Literary Criticism) گونه‌ای از نقد ادبی است که در آن روش‌ها، مفاهیم، نظریه‌ها و فرم‌های به کار رفته متأثر از سنت روانکاوی است که توسط پدر روان‌شناسی مدرن زیگموند فروید بنا نهاده شد. از همان نخستین روزهای پیدایش روانکاوی، خوانش روانکاوانه نیز در محافل ادبی مغرب زمین رایج شد و اکنون یکی از رویکردها و روش‌های اصلی نقد ادبی محسوب می‌شود. در این شیوه از نقد ادبی به متن به مثابه یک رؤیا می‌نگرند و منتقد به تاویل آن می‌پردازد تا به لایه‌های نهفته آن پی ببرد. به نقد ادبی روانکاوانه، نقد روانشناختی نیز می‌گویند.

## تاریخچه
زیگموند فروید (۱۸۵۶–۱۹۳۹ میلادی) چندین نوشته دربارهٔ ادبیات دارد و در آنها می‌کوشد روان شخصیت‌های آثار یا روان نویسنده را تجزیه و تحلیل کند و از این طریق مفاهیم جدیدی را در روانکاوی بپروراند. برای مثال او در کتاب «تعبیر رویاها» به تفسیر روانکاوانه نمایشنامه ادیپ شهریار اثر سوفکل و نمایشنامه هملت اثر ویلیام شکسپیر می‌پردازد.

کارل یونگ و ژاک لاکان نیز که خود را از پیروان فروید می‌دانستند به ادبیات علاقه خاصی داشتند. برای مثال لاکان که نظریه‌های زبان‌شناسی مدرن را وارد روانشناسی فروید کرده بود، داستان «نامه مسروقه» اثر ادگار آلن پو را به شیوه روانشناختی نقد و تفسیر می‌کند.

## نقد ادبی روانکاوانه در حوزه ادبیات فارسی
دکتر سیروس شمیسا در کتاب «داستان یک روح» به نقد روانکاوانه داستان بوف کور اثر صادق هدایت می‌پردازد. او در این کتاب از نظریات روان شناختی کارل یونگ برای نقد اثر استفاده می‌کند.
دکتر حسین پاینده سه فصل از کتاب «نظریه و نقد ادبی: درسنامه‌ای میان‌رشته‌ای» را به نقد روانکاوانه اختصاص داده است (نقد روانکاوانه کلاسیک یا فرویدی، نقد روانکاوانه یونگی و نقد روانکاوانه لاکانی). هر یک از این فصل‌ها همچنین شامل نقدهای عملی بر آثار ادبیات فارسی (داستان و شعر) می‌شود. او همچنین در کتاب «گفتمان نقد» داستان معروفی از صادق هدایت را به نام «زنی که مردش را گم کرد»  از منظر روانکاوانه نقد کرده است.